# Draudtia leucorena
Draudtia leucorena là một loài bướm đêm trong họ Noctuidae.